# إريك سيكورا
إريك سيكورا (بالفرنسية: Éric Sikora) هو لاعب كرة قدم ومدرب كرة قدم فرنسي في مركز الدفاع، ولد في 4 فبراير 1968 في كوريريس في فرنسا. شارك مع منتخب فرنسا تحت 21 سنة لكرة القدم. أما مع النوادي، فقد لعب مع نادي لانس.

## وصلات خارجية
- إريك سيكورا على موقع رابطة كرة القدم الفرنسية للمحترفين (الإنجليزية)
- إريك سيكورا على موقع قاعدة بيانات كرة القدم.إي يو (الإنجليزية)
- إريك سيكورا على موقع ليكيب (الفرنسية)
- إريك سيكورا على موقع عالم كرة القدم.نت (الإنجليزية)